# Fille des neiges
Pour les articles homonymes, voir La Fille des neiges (film, 1952).
La Fille des neiges  (A Daughter of the Snows) est un roman américain de Jack London paru en 1902.

## Résumé
Après avoir fait des études à Londres, Frona, une jeune femme de vingt ans, revient dans le pays où elle a grandi. Mais depuis la ruée vers l'or, le pays a bien changé. Là, elle y fait la rencontre de deux hommes, tous deux amoureux d'elle.

## Versions françaises
- Fille des neignes, Traduit par Fanny Guillermet.  Suisse : Neuchâtel, Attinger Frères, 1918
- Fille des neignes, Traduit par Louis Postif, Hachette, coll. « Les Meilleurs romans étrangers », 1933, 256 p. [75 500 mots conte 87 500 dans l'original]